# 조주진부쓰기가

조주진부쓰기가

조주진부쓰기가(일본어: 鳥獣人物戯画)는 일본 교토시 우쿄구의 고잔지에서 전해지는 지본묵화의 에마키모노이다. 일본의 국보. 조주기가라고도 불린다. 현재의 구성은, 갑·을·병·정의 전4권 로 이루어진다. 12세기에서 13세기의 작품이다.
내용은 헤이안 시대 말기부터 가마쿠라 시대의 세태를 반영해서 동물이나 인물을 희화적으로 그린 것으로, "오코에"(嗚呼絵)로 시작되는 희화의 집대성이라고 말할 수 있다.
특히 토끼목·개구리목·원숭이 등이 의인화되어 그려진 갑권(甲巻)이 대단히 유명하다. 일부 장면에는 오늘날 만화에서도 채용되는 효과와 비슷한 수법이 적용된 것도 있어서, "일본에서 가장 오래된 만화"로도 불린다.